# Гранд Сентрал Търминал
Гранд Сентрал Търминал (на английски: Grand Central Terminal) или Гранд Сентрал Стейшън (Grand Central Station), често само Гранд Сентрал (Grand Central), е централната железопътна гара в Ню Йорк, щата Ню Йорк, Съединените американски щати.
Гарата е построена за Нюйоркската централна железница. Открита е на 2 февруари 1913 г. Разположена е върху площ от 48 акра (~ 19 хектара), има 44 перона (1 страничен, 43 островни) – повече от която и да е друга железопътна гара в света.
Гранд Сентрал служи за крайна гара за няколко железопътни линии. Намира се край кръстовището на 42-ра улица с „Парк Авеню“ в район Мидтаун Манхатън на остров Манхатън в града.